# Barraca del camí del Mas Roig IX
La Barraca del camí del Mas Roig IX és una obra del Pla de Santa Maria (Alt Camp) inclosa a l'Inventari del Patrimoni Arquitectònic de Catalunya.

## Descripció
És una barraca geminada orientada al sud. Ambdós cossos aixecats al mateix nivell i a la mateixa alçada, amb la cornisa acabada amb pedres al rastell. Està associada al marge per la part posterior.
En el cos de l'esquerra hi destaca la perfecció de l'encaix del seu arc dovellat i del seu arc de descàrrega. A l'interior hi ha una falsa cúpula tapada amb una llosa de 2'54m d'alçada, una menjadora i una fornícula combinada amb un cocó. L'estança és rectangular i mesura 1'80m de fondària i 2m d'amplada.
En el cos de la dreta el portal és dovellat amb un arc pla i és més gran que el del seu veí. Interiorment està cobert amb una falsa cúpula però tapada amb vàries lloses, amb una alçada màxima de 2'40m. Hi ha també una menjadora. La seva planta interior és també rectangular i mesura 1'50m de fondària i 2'30m d'amplada.